# Xu Guoqing
Xu Guoqing (chiń. 徐國清; ur. 17 kwietnia 1958 w Donggang) – chiński judoka. Dwukrotny olimpijczyk. Zajął piąte miejsce w Los Angeles 1984 i dziewiętnaste w Seulu 1988. Walczył w kategorii plus 95 kg-open.
Brązowy medalista mistrzostw świata w 1987. Wicemistrz igrzysk azjatyckich w 1986. Zdobył dwa srebrne medale na mistrzostwach Azji w 1988 roku.

## Letnie Igrzyska Olimpijskie 1984
| Konkurencja | Walki                 | Walki               | Walki                        | Walki              | Klas. końcowa |
| Konkurencja | 1/8                   | 1/4                 | 1/2                          | o 3 miejsce        | Miejsce       |
| ----------- | --------------------- | ------------------- | ---------------------------- | ------------------ | ------------- |
| kat. open   | Clemens Jehle (SUI) W | Fred Blaney (CAN) W | Muhammad Ali Raszwan (EGY) P | Mihai Cioc (ROM) P | 5.            |

## Letnie Igrzyska Olimpijskie 1988
| Konkurencja | Walki                | Klas. końcowa |
| Konkurencja | 1/16                 | Miejsce       |
| ----------- | -------------------- | ------------- |
| kat. +95 kg | Juha Salonen (FIN) P | 19.           |